# Eduard Klöti
Eduard «Edy» Klöti (* 30. November 1925) ist ein ehemaliger Schweizer Feld- und Hallenhandballspieler.

## Clubs
Zuerst spielte er für den TV Kaufleute Zürich. 1955 wechselte er zum NLB-Verein LC Zürich, welcher im selben Jahr in die NLA aufstieg.

## Nationalmannschaft
Er nahm mit der Schweizer Nationalmannschaft an den Feldhandball-Weltmeisterschaften der Jahre 1948, 1952 und 1955 teil. Mit der Hallen-Nati spielte er zwei Testspiele im Februar 1950 gegen Österreich.

## Privates
Er arbeitete als Beamter bei den Schweizerischen Bundesbahnen.

## Statistik
| Saison                                              | Mannschaft          | Rang            | Tore                  | R.                    |        |
| --------------------------------------------------- | ------------------- | --------------- | --------------------- | --------------------- | ------ |
| Es ist nicht bekannt, wann er mit Handball anfing   |                     |                 |                       |                       |        |
| 1943 2. Spielklasse                                 | TV Kaufleute Zürich | Meister         | Keine Zahlen vor 1948 | Keine Zahlen vor 1948 | [ 5 ]  |
| 1944 2. Spielklasse                                 | TV Kaufleute Zürich |                 | Keine Zahlen vor 1948 | Keine Zahlen vor 1948 |        |
| 1945 2. Spielklasse                                 | TV Kaufleute Zürich | Meister         | Keine Zahlen vor 1948 | Keine Zahlen vor 1948 |        |
| 1946 NL                                             | TV Kaufleute Zürich | 5. Platz        | Keine Zahlen vor 1948 | Keine Zahlen vor 1948 |        |
| 1947 NL                                             | TV Kaufleute Zürich | 4. Platz        | Keine Zahlen vor 1948 | Keine Zahlen vor 1948 |        |
| 1948 NL                                             | TV Kaufleute Zürich | 6. Platz        | 31                    | 0?                    |        |
| 1949 NL                                             | TV Kaufleute Zürich | 6. Platz        | 42                    | 02.                   | [ 6 ]  |
| 1950 NL                                             | TV Kaufleute Zürich | 3. Platz        | 36                    | 02.                   | [ 7 ]  |
| 1951 NL                                             | TV Kaufleute Zürich | 5. Platz        | 45                    | 02.                   | [ 8 ]  |
| 1952 NLA                                            | TV Kaufleute Zürich | 5. Platz        | 60                    | 01.                   | [ 9 ]  |
| 1953 NLA                                            | TV Kaufleute Zürich | 3. Platz        | 75                    | 01.                   | [ 10 ] |
| 1954 NLA                                            | TV Kaufleute Zürich | 5. Platz        | 70                    | 01.                   | [ 11 ] |
| 1955 NLB                                            | LC Zürich           | Meister-NLB     | 0?                    | 0?                    | [ 12 ] |
| 1956 NLA                                            | LC Zürich           | 4. Platz        | 32                    | 10.                   | [ 13 ] |
| 1957 NLA                                            | LC Zürich           | 7. Platz        | 03                    | 0?                    | [ 14 ] |
| 1958                                                |                     |                 | 0?                    | 0?                    |        |
| 1959 2. Liga                                        | LC Zürich IV        | Regionalmeister | 0?                    | 0?                    | [ 15 ] |
| Es ist nicht bekannt, wann er mit Handball aufhörte |                     |                 |                       |                       |        |
| NLA                                                 | 1948–1957           |                 | 394                   |                       |        |

Mit 394 Treffern in der Nationalliga A im Feldhandball war er zum Ende der Saison 1967 (1971 war die letzte Saison) fünfter in der Ewigen-Torschützenliste seit 1948.